# 鶴山村 (岡山県邑久郡)
鶴山村（つるやまそん）は、かつて岡山県南東部、邑久郡に存在した村。
1955年3月31日、和気郡備前町・伊里町・香登町・鶴山村（和気郡）と合併して新たに和気郡備前町となったため地方自治体として消滅した。
旧村域は現在の備前市南部に位置しており、東鶴山地域（東鶴山小学校区）に相当する。

## 概要
現在の備前市鶴海、佐山に相当する。

## 沿革
- 1889年（明治22年）6月1日 - 町村制施行により、鶴海村、佐山村の範囲をもって邑久郡鶴山村が発足。
- 1955年（昭和30年）3月31日 - 和気郡備前町・伊里町・香登町・鶴山村（和気郡）・邑久郡鶴山村が合併し、新たに備前町が発足したため消滅。

## 村長
- 横山泰造

## 交通

### 道路
- 高速道路
  - 旧村域に高速道路は通っていない
- 国道
  - 旧村域に国道は通っていない
- 県道
  - 岡山県道39号備前牛窓線
  - 岡山県道182号鶴海港線
  - 岡山県道222号福谷小才線
  - 岡山県道418号鶴海港坂田線
  - 岡山県道465号大平山坂田線
  - 岡山ブルーライン（岡山県道397号寒河本庄岡山線）

## 出身・ゆかりのある人物
- 柴田錬三郎 - 作家